# Kup europskih prvaka 1984./85. (košarka)
Ovo je 28. izdanje Kupa europskih prvaka u košarci i prvo koje je osvojio hrvatski klub. Sudjelovalo je 25 momčadi. Nakon tri kruga igrana je poluzavršna skupina iz koje su završnicu izborili Cibona Zagreb i Real Madrid. Daljnji poredak: Maccabi Tel-Aviv, CSKA Moskva, Virtus Rim i Virtus Bologna.

## Turnir

### Završnica
- Cibona Zagreb -  Real Madrid 87:78

- europski prvak:  Cibona Zagreb (prvi naslov)
  - sastav ([1]): Mihovil Nakić, Aleksandar Petrović, Adnan Bečić, Zoran Čutura, Igor Lukaćić, Dražen Petrović, Andro Knego, Branko Vukićević, Sven Ušić, Ivo Nakić, Franjo Arapović, Dražen Anzulović, Ivan Šoštarec, Nebojša Razić, trener Željko Pavličević (u završnici Mirko Novosel